# Stefania Liberakakis
Stefania Liberakakis (græsk: Στεφανία Λυμπερακάκη; født 17. december 2002) er en græsk-hollandsk sangerinde og skuespillerinde, der skulle have repræsenteret Grækenland ved Eurovision Song Contest 2020 med sangen "SUPERG!RL". Eurovision Song Contest 2020 blev imidlertid aflyst på grund af COVID-19-pandemien. I stedet blev hun internt udvalgt af græsk TV til at repræsentere landet ved Eurovision Song Contest 2021 med sangen Last Dance hvor hun endte på en tiendeplads.
Liberakakis er medlem af Kisses-gruppen valgt af AVROTROS i 2019 til at repræsentere Holland med sangen Kisses & Dancin på Junior Eurovision Song Contest 2016 på Malta.

## Diskografi
- Stupid Reasons (2018)
- Wonder (2019)
- I'm Sorry (Whoops!) (2019)
- Turn Around (2019)
- Superg!rl (2020)
- Friday (2020)
- Swipe (2020)
- Last Dance (2021)

## Filmografi
- Brugklas: de tijd van m'n leven (2019)
- De Club van Lelijke Kinderen (2019)
- 100% Coco New York (2019)